# Дедюрин, Фёдор Куприянович
Фёдор Куприянович Дедюрин (7 декабря 1917, Златоуст — 27 февраля 1981, там же) — знатный металлург, Герой Социалистического Труда.

## Биография
Родился в семье рабочего.
Окончил неполную среднюю школу, школу ФЗУ (1934) и до 1938 г. работал токарем.
В 1938—1940 гг. служил в рядах Красной Армии, по возвращении в Златоуст трудился слесарем. Участник Великой Отечественной войны. С 1941 по 1945 гг. сражался с фашистами в составе 64-й пушечно-артиллерийской бригады на территории Белоруссии, Прибалтики, освобождал Витебск, Полоцк, Ригу.
С декабря 1945 г. — оператор стана «950» в прокатном цехе N 1 Златоустовского металлургического завода. Учился в школе мастеров. В 1956 г. назначен старшим оператором смены, добившейся под его руководством безаварийности и высокой производительности труда.
Звание Героя Социалистического Труда присвоено Указом Президиума Верховного Совета СССР от 19.07.1958 г.
С 1969 года — шеф-наставник на заводе.